# Classe Zenta
A Classe Zenta foi uma classe de cruzadores protegidos operada pela Marinha Austro-Húngara, composta pelo SMS Zenta, SMS Aspern e SMS Szigetvár. Suas construções começaram entre 1896 e 1899 no Arsenal Naval de Pola, sendo lançados ao mar entre 1897 e 1900 e comissionados na frota austro-húngara entre 1899 e 1901. As embarcações foram encomendadas em meados de 1895 com o objetivo de serem pequenas e atuarem na escolta de couraçados, protegendo-os de ataques de barcos torpedeiros. A maior prioridade foi uma velocidade máxima elevada, com diferentes tipos de caldeiras sendo consideradas e um novo arranjo do sistema de propulsão implementado.
Os cruzadores da Classe Zenta eram armados com uma bateria principal composta por oito canhões de 120 milímetros montados em montagens abertas e casamatas. Tinham um comprimento de fora a fora de 96 metros, boca de onze metros, calado de quatro metros e um deslocamento carregado de mais de duas mil toneladas. Seus sistemas de propulsão eram compostos por dois mastros a vela e oito caldeiras a carvão que alimentavam dois motores de tripla-expansão, que por sua vez giravam duas hélices até uma velocidade máxima de vinte nós (37 quilômetros por hora). Os navios também tinham um fino convés blindado que ficava entre 25 e cinquenta milímetros de espessura.
O Zenta e o Aspern se envolveram na supressão do Levante dos Boxers na China entre 1899 e 1900 pouco depois de entrarem em serviço. As embarcações pela década seguinte passaram a maior parte de seu tempo junto com a frota principal realizando exercícios de treinamento. Na Primeira Guerra Mundial, o Zenta foi afundado logo no primeiro mês por couraçados franceses na Batalha de Antivari. Por sua vez, o Aspern e o Szigetvár participaram de várias operações pelo restante do conflito no Mar Adriático. Ambos foram tirados de serviço em 1918 e transformados em alojamentos flutuantes em Pola. Eles foram entregues ao Reino Unido como prêmios de guerra e desmontados em 1920.

## Desenvolvimento
A Marinha Austro-Húngara decidiu em janeiro de 1895 construir dois tipos de cruzadores: cruzadores blindados de aproximadamente 5,9 mil toneladas e embarcações menores de por volta de 1,7 mil toneladas. Estas tinham a intenção de escoltar couraçados da frota principal, fazer reconhecimento de navios inimigos e proteger barcos torpedeiros de ataques, além de atuarem no estrangeiro. O comando naval emitiu especificações básicas para o cruzador menor durante uma reunião preliminar realizada em 22 de janeiro. Seu comprimento deveria ser de 94 metros e carregar um armamento de doze canhões de 120 milímetros e dezesseis canhões de 47 milímetros. O arquiteto naval Josef Kuchinka preparou um projeto inicial a partir dessas especificações, com sua proposta tendo uma velocidade máxima de 21 nós (39 quilômetros por hora) e uma autonomia de 3,8 mil milhas náuticas (5,9 mil quilômetros) a doze nós (22 quilômetros por hora). O engenheiro naval Jakob Fassl realizou uma avaliação em fevereiro para determinar as melhores caldeiras a serem instaladas no navio, pois a velocidade era a principal prioridade. Várias caldeiras foram consideradas, incluindo modelos White-Forster, Thornycroft e Locomotiva.
A construção do primeiro navio começou em agosto de 1896, porém os trabalhos de projeto só foram finalizados nove meses depois. Várias mudanças ocorreram durante o longo processo de projeto. Os tubos de torpedo originalmente seriam instalados em lançadores no convés, mas acabaram transferidos para o casco acima da linha d'água. A marinha escolheu usar caldeiras Yarrow, pois elas permitiam uma economia de 57 toneladas em relação às outras opções. Motores de tripla-expansão foram escolhidos, porém foram instalados "de ponta cabeça", com o cilindro de baixa pressão na frente dos cilindros de alta pressão, a fim de alcançar a velocidade desejada. A equipe de projeto incluiu mastros a vela com uma área de 586 metros quadrados já que esperava-se que as embarcações atuassem internacionalmente. O segundo membro da classe recebeu uma camada de metal Muntz sobre uma camada de teca a fim de proteger seu casco em viagens longas. Várias outras marinhas experimentaram com revestimentos dos cascos de seus cruzadores, sem produzir os resultados desejados. O deslocamento das embarcações tinha crescido até aproximadamente 2 390 toneladas na época da finalização dos trabalhos de projeto. O rápido desenvolvimento tecnológico da virada para o século XX fez com que a Classe Zenta rapidamente ficasse obsoleta, já necessitando de substituição em 1910.

## Características

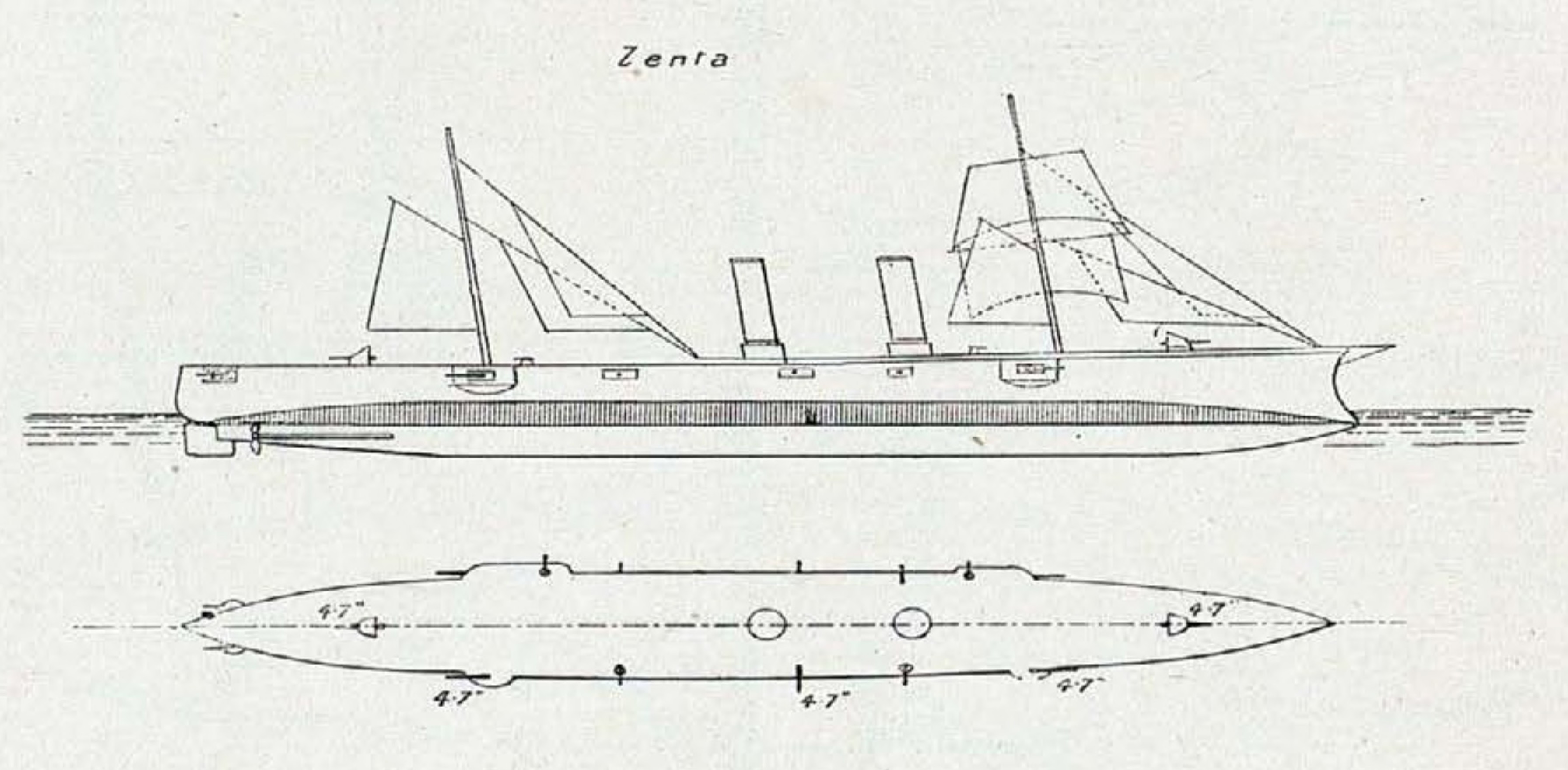
Desenho da Classe Zenta

O Zenta e o Szigetvár tinham 96 metros de comprimento da linha de flutuação e 96,88 metros de comprimento de fora a fora, já o Aspern tinha dimensões ligeiramente maiores, tendo 96,4 metros de comprimento da linha de flutuação e 97,47 metros de comprimento de fora a fora. A boca dos navios era de 11,73 metros e o calado de 4,24 metros. O deslocamento normal do Zenta e o Szigetvár era de 2 350 toneladas, enquanto o Aspern era de 2 456 toneladas, já o deslocamento carregado podia chegar a 2 543 toneladas no Zenta, 2 562 toneladas no Aspern e 2 602 toneladas no Szigetvár. A tripulação dos três navios era composta por 308 oficiais e marinheiros. O sistema de propulsão tinha dois motores de tripla-expansão, cada um girando uma hélice usando o vapor oriundo de oito caldeiras Yarrow a carvão. Seus motores tinham uma potência indicada de 7,2 mil cavalos-vapor (5,3 mil quilowatts) para uma velocidade máxima de 21 nós (39 quilômetros por hora), mas apenas o Zenta conseguiu alcançar essa velocidade durante seus testes marítimos, fazendo 21,87 nós (40,5 quilômetros por hora) a partir de 8 584 cavalos-vapor (6 310 quilowatts); tanto o Aspern quanto o Szigetvár alcançaram apenas vinte nós (37 quilômetros por hora) com sua potência indicada. Os navios carregavam carvão suficiente para uma autonomia de 3,8 mil milhas náuticas (5,9 mil quilômetros) a uma velocidade de doze nós (22 quilômetros por hora). Foram equipados com um arranjo de velas bergantim com 585,8 metros quadrados em dois mastros com o objetivo de ampliar sua autonomia.
A bateria principal consistia em oito canhões Škoda de disparo rápido calibre 40 de 120 milímetros. Dois ficavam montados no convés superior na proa e popa e seis ficavam em casamatas no casco. A bateria secundária tinha oito canhões Škoda calibre 44 de 47 milímetros e dois canhões Hotchkiss calibre 33 de 47 milímetros para defesa contra barcos torpedeiros. Estas armas foram montadas individualmente, com quatro na superestrutura e o resto em casamatas no casco. Também eram equipados com duas metralhadoras Salvator-Dormus M1893 de 8 milímetros. Por fim, tinham dois tubos de torpedo de 450 milímetros instalados no casco acima da linha d'água. Os três cruzadores protegidos da Classe Zenta foram os primeiros grandes navios de guerra da Marinha Austro-Húngara a serem equipados com armas produzidas em sua totalidade pela Škoda.
O convés blindado consistia em duas camadas de aço de 12,5 milímetros de espessura na proa e popa, dobrando de espessura a meia-nau com duas camadas de 25 milímetros onde protegiam as salas de máquinas. As casamatas dos canhões principais tinham laterais de 35 milímetros e a torre de comando recebeu duas camadas de 25 milímetros nas laterais. Os canhões de 120 milímetros de proa e popa tinham um escudo de 45 milímetros, mas que não era grande o bastante para proteger os artilheiros.

## Navios
| Navio     | Construtor            | Homônimo                  | Batimento            | Lançamento            | Comissionamento        | Destino                          |
| --------- | --------------------- | ------------------------- | -------------------- | --------------------- | ---------------------- | -------------------------------- |
| Zenta     | Arsenal Naval de Pola | Batalha de Zenta          | 8 de agosto de 1896  | 18 de agosto de 1897  | 15 de maio de 1899     | Afundado em 16 de agosto de 1914 |
| Aspern    | Arsenal Naval de Pola | Batalha de Aspern-Essling | 4 de outubro de 1897 | 3 de maio de 1899     | 25 de maio de 1900     | Desmontados em 1920              |
| Szigetvár | Arsenal Naval de Pola | Cerco de Szigetvár        | 25 de maio de 1899   | 29 de outubro de 1900 | 30 de setembro de 1901 | Desmontados em 1920              |

## História

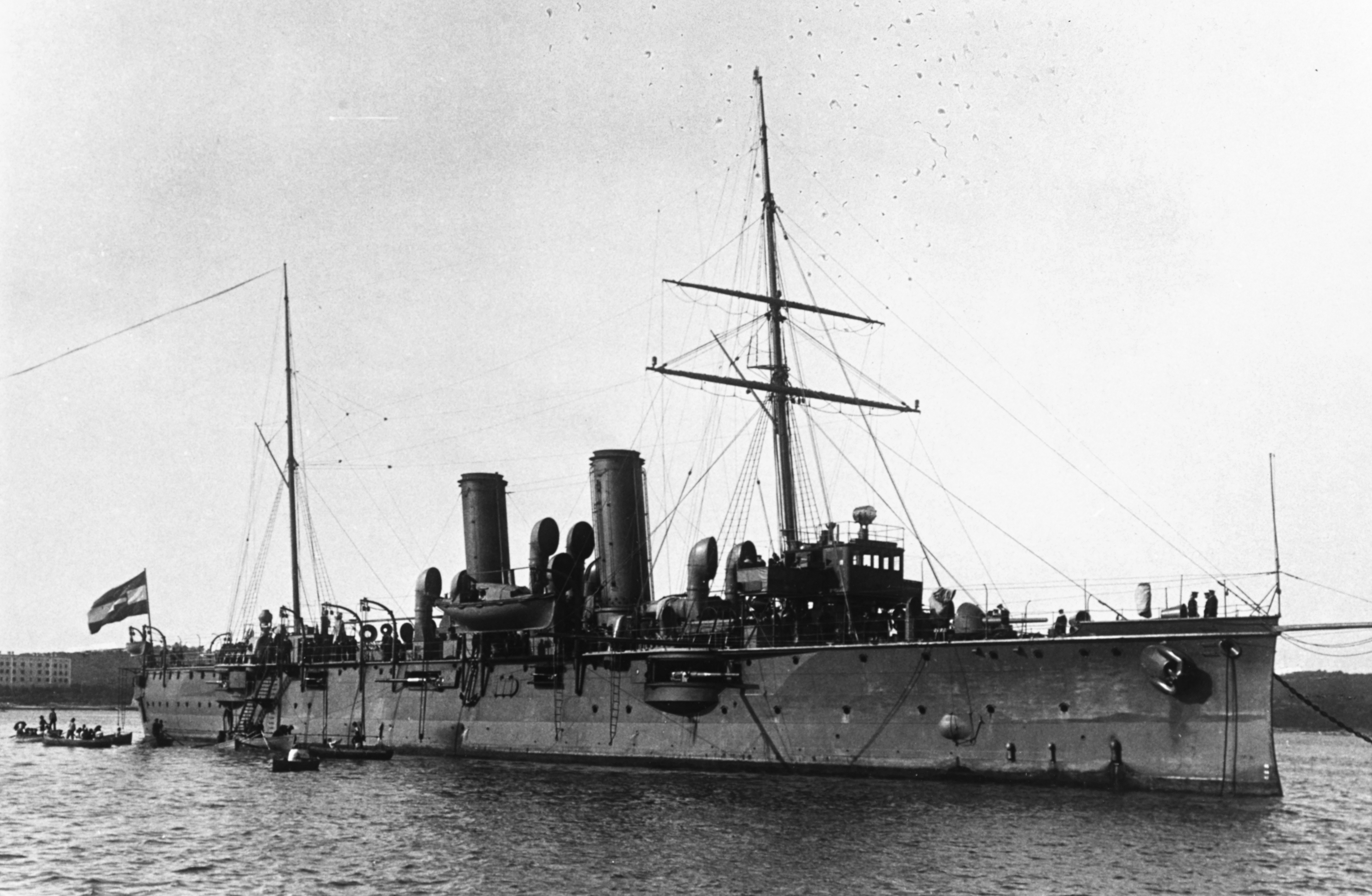
O Zenta em 1º de outubro de 1901

O Zenta foi enviado para a China pouco depois de entrar em serviço a fim de substituir o cruzador protegido SMS Kaiserin Elisabeth, chegando em janeiro de 1900. Juntou-se em junho à frota internacional da Aliança das Oito Nações para combater o Levante dos Boxers, enviando uma equipe de desembarque para proteger embaixadas no Bairro Diplomático de Xangai e outra para atacar os Fortes de Taku. O Aspern chegou na região em agosto para reforçar o contingente austro-húngaro, porém nesse momento as lutas já tinham diminuído. Os dois patrulharam portos chineses e visitaram países vizinhos pelo meses seguintes e passaram por manutenção no Japão, com o Aspern nesse período colidindo com um navio civil britânico e temporariamente perdendo o rostro de sua proa. O Zenta voltou para casa em outubro de 1901, enquanto o Aspern só retornou para a Áustria-Hungria em março de 1902.
O Szigetvár foi enviado em uma viagem internacional a partir de outubro de 1901, passando por países como Haiti, México, Estados Unidos, Canadá, Alemanha e Rússia, retornando apenas em setembro do ano seguinte. O Zenta partiu um mês depois para um cruzeiro de treinamento pela África e América do Sul, retornando em outubro de 1903 após passar por Moçambique, Cabo, Congo, Brasil, Uruguai e Argentina, entre outros. Enquanto isso, o Aspern foi enviado de volta para a China, servindo na região sem grandes incidentes e visitando vários portos na área entre setembro de 1903 e novembro de 1904, quando voltou para casa. Os três depois disso atuaram principalmente em casa, participando regularmente dos exercícios anuais de verão da Marinha Austro-Húngara e periodicamente permanecendo tempos estendidos na reserva naval. O Szigetvár nesse período serviu algumas vezes no Império Otomano, enquanto o Zenta e o Aspern fizeram parte em 1913 de uma frota internacional que bloqueou Montenegro durante a Primeira Guerra Balcânica.
A Primeira Guerra Mundial começou em julho de 1914 e os três cruzadores foram designados para servirem na I Divisão de Cruzadores, junto com os três cruzadores blindados da frota. O Zenta foi afundado logo no início de agosto na Batalha de Antivari, próximo do litoral de Montenegro, depois de encontrar a principal frota de couraçados franceses no Mar Adriático. O Aspern e o Szigetvár passaram o resto da guerra principalmente realizando deveres de patrulha, mas também envolveram-se em ações ofensivas. O Szigetvár bombardeou posições montenegrinas em setembro de 1914 e em maio do ano seguinte participou do Bombardeio de Ancona, atacando vários alvos no litoral italiano. O Aspern, por sua vez, deu suporte de artilharia para um ataque do Exército Austro-Húngaro contra o Monte Lovćen em Montenegro em janeiro de 1916. Os dois navios foram descomissionados em março de 1918 para liberar suas tripulações para designações mercantes no Mar Negro, sendo desarmados e convertidos em alojamentos flutuantes em Pola. A Áustria-Hungria foi derrotada em novembro e ambos foram entregues ao Reino Unido como prêmios de guerra, sendo desmontados na Itália em 1920.